# Bandera de combat

Bandera de combat, Armada japonesa

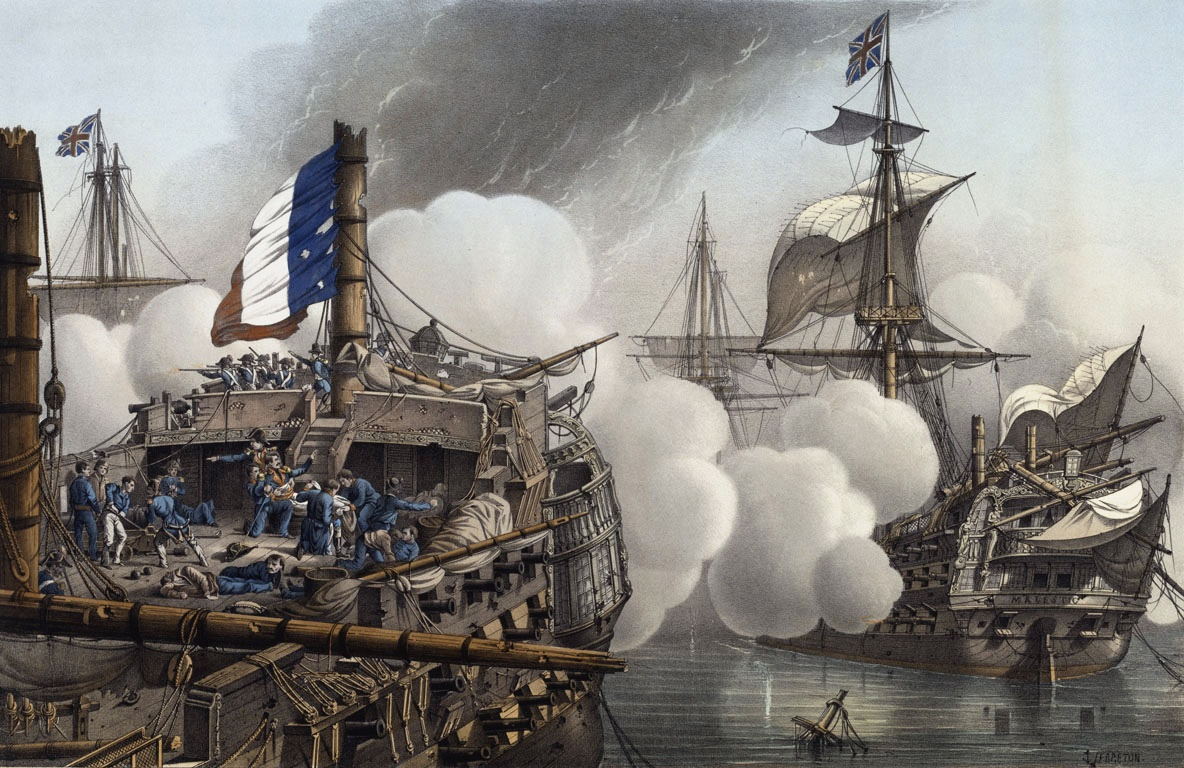
El Tonnant a la batalla del Nil, per Louis Le Breton.

Es denomina bandera de combat el pavelló nacional que arboren els vaixells de guerra just abans d'entrar en combat. Té unes dimensions especialment grans, i solament es desplega a popa en les accions de guerra i en grans solemnitats. No s'ha de confondre amb el pavelló naval o de guerra, que és la bandera que indica nacionalitat en els vaixells cada dia, encara que normalment tinguin el mateix disseny.
La característica principal de la bandera de combat és la mida gran. El fet que tingui grans dimensions (més de 6 m d'ample) és a causa que el fum espès generat pels canyons en batalla durant els segles xvii i xviii feia difícil la identificació dels pavellons de diari dels vaixells.
La bandera de combat es custodia a bord, amb l'esperança de no haver d'hissar-la més que en ocasions solemnes, però no en combat. Si s'entrés en una acció de guerra, la bandera de combat és un símbol molt important per a la dotació del vaixell, i la seva salvaguarda eleva la moral. Quan el vaixell es rendeix, la bandera s'arria. L'enemic sol prendre-la com a trofeu. Hi ha casos famosos com el del cuirassat alemany Bismarck, que mai no la va arriar, i es va enfonsar amb la bandera de combat arborada.